# Anna Morris
Anna Morris (Cardiff, 13 giugno 1995) è una pistard e ciclista su strada britannica, vincitrice di due titoli mondiali ed un titolo europeo nella specialità dell'inseguimento a squadre.

## Carriera
Originaria di Cardiff, comincia a gareggiare nel ciclismo già ventenne, frequentando (da studentessa di medicina) il club di ciclismo dell'Università di Southampton. Nel 2019 è medaglia di bronzo al campionato nazionale di omnium, mentre nel 2021 è campionessa gallese nella cronometro su strada.
Entrata nel giro della Nazionale, nel 2022 vince la medaglia d'argento nell'inseguimento a squadre ai campionati del mondo su pista di Saint-Quentin-en-Yvelines. Nello stesso anno aveva rappresentato il Galles ai Giochi del Commonwealth a Birmingham e la Gran Bretagna agli Europei su pista a Monaco di Baviera, senza però vincere medaglie.
Nel 2023 con la squadra britannica si impone nella specialità dell'inseguimento a squadre prima ai campionati europei a Grenchen, e poi ai campionati del mondo a Glasgow; in entrambe le finali gareggia da titolare.

## Palmarès

### Pista
- 2019

International Track Races Panevėžys, Inseguimento individuale (Panevėžys)
- 2022

Troféu Internacional de Anadia, Inseguimento individuale (Anadia)
- 2023

Campionati europei, Inseguimento a squadre (con Katie Archibald, Elinor Barker, Neah Evans e Josie Knight)
Campionati del mondo, Inseguimento a squadre (con Katie Archibald, Elinor Barker, Megan Barker e Josie Knight)
- 2024

Coppa delle Nazioni (Milton, Inseguimento a squadre (con Katie Archibald, Jessica Roberts, Megan Barker e Josie Knight)
Campionati del mondo, Inseguimento a squadre (con Katie Archibald, Jessica Roberts, Megan Barker e Josie Knight)
Campionati del mondo, Inseguimento individuale
- 2025

Cymruvelo Track Cup, Corsa a punti
Cymruvelo Track Cup, Omnium
Cymruvelo Track Cup, Corsa a eliminazione
Campionati europei, Inseguimento individuale
Campionati britannici, Inseguimento individuale
Campionati britannici, Scratch

## Piazzamenti

### Competizioni mondiali
- Campionati del mondo su pista

Saint-Quentin-en-Yvelines 2022 - Inseguimento a squadre: 2ª
Saint-Quentin-en-Yvelines 2022 - Inseguimento individuale: 5ª
Glasgow 2023 - Inseguimento a squadre: vincitrice
Ballerup 2024 - Inseguimento a squadre: vincitrice
Ballerup 2024 - Inseguimento individuale: vincitrice
- Giochi olimpici

Parigi 2024 - Inseguimento a squadre: 3ª

### Competizioni continentali
- Campionati europei su pista

Monaco di Baviera 2022 - Inseguimento a squadre: 4ª
Monaco di Baviera 2022 - Inseguimento individuale: 5ª
Grenchen 2023 - Inseguimento a squadre: vincitrice
Grenchen 2023 - Inseguimento individuale: 4ª
Apeldoorn 2024 - Inseguimento a squadre: 2ª
Apeldoorn 2024 - Inseguimento individuale: 3ª
Heusden-Zolder 2025 - Inseguimento a squadre: 3ª
Heusden-Zolder 2025 - Inseguimento individuale: vincitrice
Heusden-Zolder 2025 - Scratch: 5ª